# 1992年中国中央电视台春节联欢晚会
1992年中国中央电视台春节联欢晚会（简称1992年央视春晚），是中国中央电视台于1992年2月3日（农历辛未十二月三十除夕）為慶祝猴年新年舉辦的綜藝性文藝晚會，于当晚20:00播出。由赵安担任导演，赵忠祥、倪萍、杨澜担任主持。

## 节目单
| 序号 | 类型          | 节目名                    | 表演者                                                                                           |
| 1    | 联唱          | 《难忘的歌》（1983-1992） | 李谷一、沈小岑、殷秀梅、刘君侠、成方圆、蒋大为、段乐、杭天琪、费翔、胡晓晴、那英、毛阿敏、彭丽媛 |
| 2    | 相声          | 《小站联欢会》            | 侯耀文、石富宽                                                                                   |
| 3    | 歌舞          | 《大步流星奔小康》        | 李玲玉、吴琼                                                                                     |
| 4    | 小品          | 《秧歌情》                | 黄宏、宋丹丹                                                                                     |
| 5    | 舞蹈          | 《瑞雪》                  | 杨丽萍                                                                                           |
| 6    | 川剧小品      | 《戒赌》                  | 宋小林、喻海燕、刘玉梅                                                                           |
| 7    | 歌曲          | 《共同的风采》            | 彭丽媛                                                                                           |
| 8    | 相声          | 《美丽畅想曲》            | 姜昆、唐杰忠                                                                                     |
| 9    | 歌曲          | 《等你来》                | 宋祖英                                                                                           |
| 10   | 歌曲          | 《城市行囊》              | 胡慧中                                                                                           |
| 11   | 小品          | 《我想有个家》            | 赵本山、黄晓娟                                                                                   |
| 12   | 相声          | 《办晚会》                | 牛群、冯巩                                                                                       |
| 13   | 歌舞          | 《飞旋啊飞旋》            | 解晓东、张咪、张强                                                                               |
| 14   | 歌曲          | 《荧屏心相印》            | 赵忠祥、孙晓梅、吕念祖等电视工作者                                                               |
| 15   | 戏曲欣赏      | 《梨园精萃》              | 赵飞、白涛、吴健平、方小娅                                                                       |
| 16   | 歌曲          | 《新年快乐》              | 小虎队、忧欢派对、少女队、红孩儿                                                                 |
| 17   |               | 《今夜星辰》              | 孙启新、严顺开、梁谷音、陈述、达式常、陈海燕、章金莱、胡惠春（5岁）等（节目由叶惠贤执导）        |
| 18   | 歌曲          | 《杨柳青年画爱煞人》      | 韩笑                                                                                             |
| 19   | 动物小品      | 《超生游击队》            | 上海人民杂技团                                                                                   |
| 20   | 舞蹈          | 《踩鼓点》                | 宋拉成、艾媛等（山西省歌舞剧院）                                                                 |
| 21   | 歌舞          | 《欢乐进万家》            | 陈红、牛宝林、金小凤（傣族）、毛宁                                                               |
| 22   |               | 《手影》                  | 赵子岳                                                                                           |
| 23   | 歌曲          | 《马兰啊马兰》            | 李丹阳                                                                                           |
| 24   | 游戏          | 《顶牛》                  | （山西电视台选送）                                                                               |
| 25   | 歌曲          | 《诉说》                  | 罗宁娜                                                                                           |
| 26   | 歌曲          | 《说句心里话》            | 郁钧剑                                                                                           |
| 27   | 短剧          | 《拜年》                  | 南京军区前线话剧团                                                                               |
| 28   | 歌曲          | 《站起来》                | 李双江                                                                                           |
| 29   | 相声          | 《民族乐》                | 克里木、常佩业                                                                                   |
| 30   | 歌舞          | 《欢乐今宵》              | 董文华                                                                                           |
| 31   | 歌曲          | 《心中常驻芳华》          | 毛阿敏、刘德华、张雨生                                                                           |
| 32   | 小品          | 《妈妈的今天》            | 赵丽蓉、巩汉林、李文启                                                                           |
| 33   | 藏族歌舞      | 《向着太阳》              | 演唱者：达珍 领舞：达娃央宗、桑吉加                                                              |
| 34   | 歌曲          | 《让我一次爱个够》        | 庾澄庆                                                                                           |
| 35   | 相声          | 《宠物热》                | 李金斗、陈涌泉                                                                                   |
| 36   | 小品          | 《草台班子》              | 郭昶、黎舒兰、潘长江                                                                             |
| 37   | 戏曲歌舞      | 《庙会风光》              | 陶慧敏、邓婕、朱世慧、马兰                                                                       |
| 38   | 相声          | 《论捧》                  | 阎月明、李建华、王平                                                                             |
| 39   |               | 零点钟声                  |                                                                                                  |
| 40   | 歌舞          | 《十二生肖拜大年》        | 梦鸽、魏金栋、孙浩、任静等                                                                       |
| 41   | 相声          | 《改门脸》                | 唐爱国、齐立强                                                                                   |
| 42   | 歌曲          | 《乡愁》                  | 胡浩波（旅法葡籍华人）                                                                           |
| 43   | 小品          | 《姐夫与小舅子》          | 陈佩斯、朱时茂                                                                                   |
| 44   | 歌舞          | 《春天来了》              | 王蕾、刘小丽、马梅、周建霞、郑莉                                                                 |
| 45   | 结束曲/片尾曲 | 《难忘今宵》（最后一曲）  | 李谷一                                                                                           |



## 影响
本届春晚中，赵丽蓉的小品《妈妈的今天》中的台词“唐戈儿揍是趟啊趟着走，三步一回头，五步一招手，然后接着趟啊趟着走。”成为当时的流行语。庾澄庆也是该年第一次参加央视春晚。由于是猴年春晚，猴王世家的六小龄童章金莱也和父亲章宗义携手表演了父子猴王的小故事。